# Кальварія (герб)
Кальва́рія (порт. Kalwaria, Kalwarya) — польський шляхетський герб. У червоному щиті срібний череп із перехрещеними кістками.

## Опис герба
У червоному полі срібний череп на двох схрещених срібних кістках. В клейноді в геральдичній короні срібна алебарда вправо застрягла в шоломі.

## Символіка

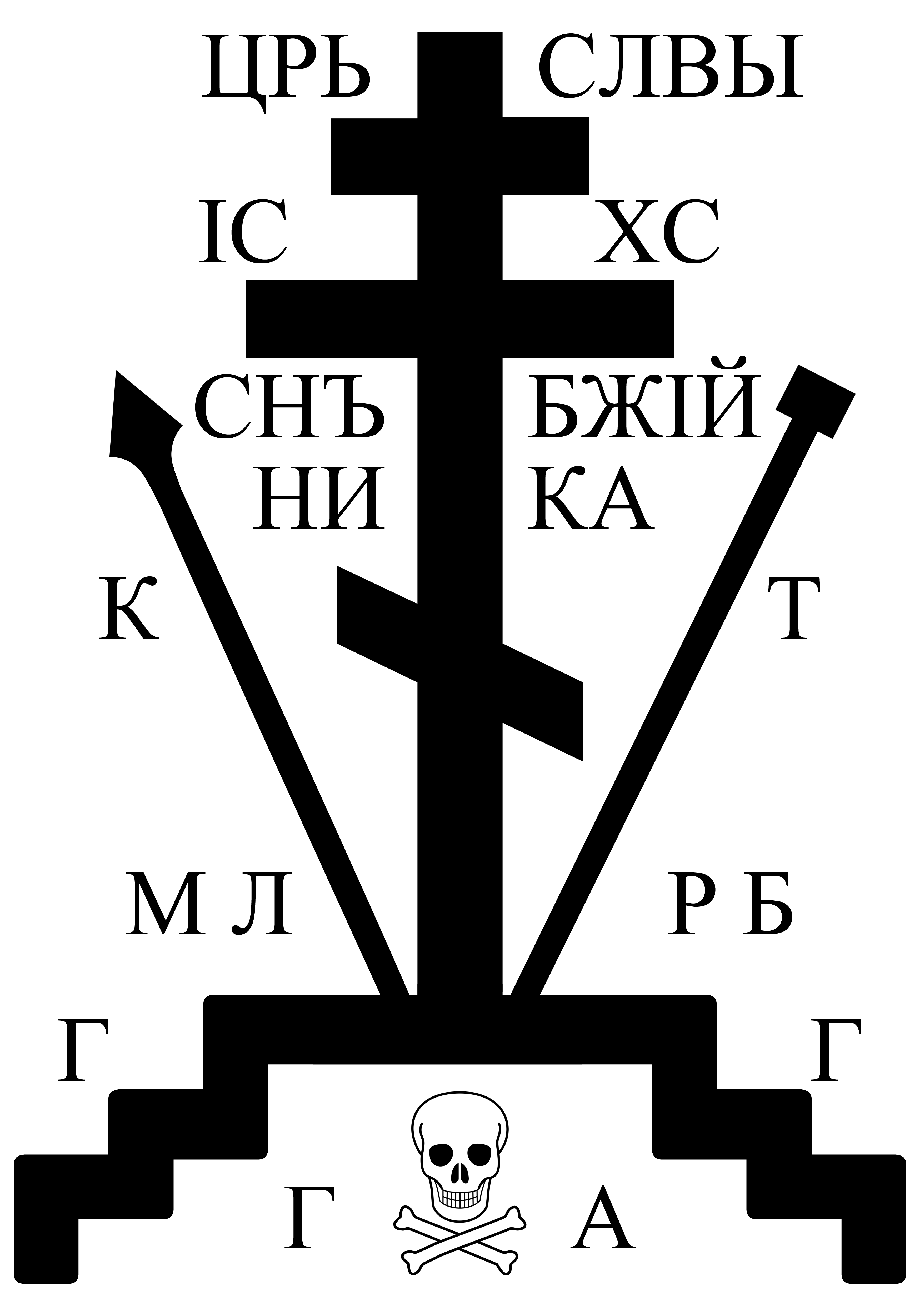
Православний хрест на Голгофі з Адамовою головою

Назва герба походить від Кальварії (Голгофи), місця розп'яття Ісуса Христа. Череп у гербі трактується як Адамова голова, що була закопана у підніжжі цієї гори.

## Роди
Власний герб литвинської (білоруської) родини Верьовкіних-Щелютов.
Список гербовних родів з Гербівника Тадеуша Гайля:
Markos, Markusz, Markuz, Osłowski, Szeluta, Werofkin, Wierowkin-Szeluta, Worofkin.